# Poljana Čička
Poljana Čička är en ort i Kroatien. Den ligger i den centrala delen av landet, 21 km sydost om huvudstaden Zagreb. Poljana Čička ligger 99 meter över havet och antalet invånare är 688.
Terrängen runt Poljana Čička är mycket platt. Runt Poljana Čička är det mycket tätbefolkat, med 1 266 invånare per kvadratkilometer. Närmaste större samhälle är Velika Gorica, 8,7 km väster om Poljana Čička. Omgivningarna runt Poljana Čička är en mosaik av jordbruksmark och naturlig växtlighet.